# Eunicella verrucosa
Eunicella verrucosa är en korallart som förekommer i nordöstra Atlanten, från de brittiska öarna och söderut till nordvästra Afrika, och i västra Medelhavet. Den tillhör den grupp koraller som brukar kallas hornkoraller och är kolonibildande. Kolonierna har en solfjäderliknande form, de är upprätta och tätt förgrenade och kan bli upp till omkring 50 cm höga. Färgen kan variera från vit till djupt rosa, laxrosa, gul eller djupt oreangerosa. Arten ingår i släktet Eunicella och familjen Gorgoniidae, och beskrevs först av Peter Simon Pallas 1766. IUCN kategoriserar arten globalt som sårbar. Arten är vanligare i Atlanten än i Medelhavet. Den förekommer i Atlanten på 4–50 meters djup. I Medelhavet förekommer den vanligen på djupare vatten, omkring 35–100 meter, och är vanligen vit.

## Kännetecken
E. verrucosa bildar solfjäderliknande kolonier som är upprätta och tätt förgrenade. Kolonin har en bred bas som fäster den vid underlaget. Förgreningen börjar ungefär 2–4 cm upp på stammen. Grenarna växer typiskt i ett plan och vinkelrätt mot den dominerande strömriktningen. På stora djup kan kolonierna dock ha en annan, rundad form.
Kolonierna kan bli upp till omkring 50 cm höga, men de flesta är mindre, upp till cirka 25 cm. Maxhöjden är 80 cm. Tillväxten är långsam, ungefär 1 cm per år. Eftersom grenarna växer i ett plan är ett annat sätt att mäta korallen i cm². I en studie från Frankrikes atlantkust befanns kolonier med en area på 50 cm² i genomsnitt ha en höjd på 28 cm och vara 30 år gamla. Kolonin stödjs då arten tillhör familjen Gorgoniidae av gorgonin, som är ett flexibelt skleroprotein, men även av skeriter, små inre skelettelement av kalciumkarbonat.
Färgen på kolonin (eller mer specifikt på coenenchymet, den levande vävnad som sammanbinder polyperna i kolonin) kan variera från vit till djupt rosa, laxrosa, gul eller djupt oreangerosa. I Medelhavet är den vanligen vit.
Kolonins grenar är täckta med små men tydliga vårtlika utskott, på vilka polyperna sitter. Polyperna är små, cirka 3 mm, och genomskinliga till vita med åtta tentakler. Antalet polyper i en koloni kan uppgå till tusentals.

## Utbredning
Arten förekommer i nordöstra Atlanten, från de brittiska öarna och söderut till nordvästra Afrika (Algeriet, Marocko, Västsahara, Mauretanien) och i västra Medelhavet (Spanien, Frankrike, Italien; dock förekommer arten i några få isolerade bestånd också längre österut, till Grekland).

## Ekologi
Denna korall lever fastsittande på hårda underlag och är en suspensionsätare. Polyperna fångar med hjälp av tentaklerna upp både levande och döda organiska partiklar ur vattnet, som zooplankton. Att kolonin växer i rät vinkel mot strömmarna på platsen optimerar filtreringsmöjligheterna. Arten finns främst på platser med måttliga strömmar och vågpåverkan, men den förekommer också både på mer skyddade och mer utsatta platser. Den växer främst på uppåtvända ytor, men kan också växa på vertikala ytor. Naturliga substrat är hård havsbotten, till exempel med berggrund, stora stenar och stenblock, men det förekommer även att den hittas på artificiella (människoskapade) substrat med liknade egenskaper. Arten lever i Atlanten främst på 4–50 meters djup. Som grundats har den rapporterat från 2 meter och som djupast 60 meter. I Medelhavet lever den vanligen på djupare vatten, omkring 35–100 meter, och den ses därför som relativt skuggälskande. Rapporter om att den hittats på 20 meters djup och som djupast på 200 meter finns. Korallen är som andra hornkoraller inte revbyggande, men den räknas som en viktig habitatskapande art, som kan formar korallskogar, en artrik men allt mer sårbar ekosystemtyp.
Kolonins tillväxt sker asexuellt genom knoppning. Livslängden för kolonierna uppskattas vara 20–100 år. Arten reproducerar sig också sexuellt för att etablera nya kolonier. Den sexuella reproduktionens detaljer är inte så väl studerade men könen är åtskilda och larven, planula, är frisimmande.